# Mohamed Karbib
Mohamed Karbib (* 5. Juni 1984) ist ein ehemaliger marokkanischer Leichtathlet, der sich auf den Stabhochsprung spezialisiert hat und aktuell Inhaber des Landesrekordes ist.

## Sportliche Laufbahn
Erste internationale Erfahrungen sammelte Mohamed Karbib vermutlich im Jahr 2001, als er bei den Juniorenafrikameisterschaften in Réduit mit übersprungenen 4,05 m die Silbermedaille gewann. 2003 siegte er bei den Juniorenafrikameisterschaften in Garoua mit 4,60 m und im Jahr darauf gewann er bei den Afrikameisterschaften in Brazzaville mit derselben Höhe die Bronzemedaille hinter dem Tunesier Béchir Zaghouani und Karim Sène aus dem Senegal. Anschließend gewann er bei den Panarabischen Spielen in Algier mit 5,00 m die Silbermedaille hinter dem Tunesier Zaghouani. 2005 siegte er mit 5,20 m bei den erstmals ausgetragenen Islamic Solidarity Games in Mekka und belegte bei den Mittelmeerspielen in Almería mit 5,00 m den neunten Platz. Im Dezember gelangte er dann bei den Spielen der Frankophonie in Niamey mit 4,80 m auf den sechsten Platz. 2007 beendete er dann seine aktive sportliche Karriere im Alter von 23 Jahren.
2003 wurde Karbib marokkanischer Meister im Stabhochsprung.